# Alessandro Del Piero
Alessandro Del Piero (* 9. listopadu 1974, Conegliano) je bývalý italský fotbalista, který hrál naposledy v klubu Delhi Dynamos FC.
V rámci Ligy mistrů UEFA zaznamenal mezi roky 1996 až 2011 celkem 44 gólů a v historické tabulce mu tak náleží dělená 11. příčka spolu s Didierem Drogbou.
Je vítězem Mistrovství světa 2006 v Německu. Většinu své kariéry odehrál v turínském klubu Juventus FC, se kterým se rozloučil po vítězství v Serii A v roce 2012. Pelé ho roku 2004 zařadil mezi 125 nejlepších žijících fotbalistů.

## Klubová kariéra

### Rané období
Ve 13 letech si Del Piera vyskautovala Padova, kde později podepsal profesionální smlouvu. Mezi roky 1992 a 1993 nahlédnul do prvního týmu a odehrál 14 utkání ve druhé italské soutěži, Serii B.
Vůbec prvním utkáním byl souboj s Ternanou Calcio.

### Juventus Turín
Během zimních měsíců na přelomu let 1992 a 1993 přestoupil ve věku 19 let do Juventusu Turín za částku 2,5 milionu €.
Tento přestup klubu doporučila legenda Giampiero Boniperti.
Úvodní sezónu v černobílém dresu nastoupil do 14 utkání a vstřelil 5 gólů. Proti Parmě vstřelil hattrick.
V roce 1994 se jeho trenérem stal Marcello Lippi, jenž v prvních dvou letech uplatňoval rozestavení 4–3–3 s Viallim a Ravanellim na hrotu s podporou Baggia nebo Del Piera.
V ročníku 1994/95 se Del Piero zapojil do honby za ziskem Poháru UEFA a na cestě do finále zaznamenal dva góly. Ten první vstřelil CSKA Sofia v 1. kole,
ten druhý ve čtvrtfinále proti Eintrachtu Frankfurt.
Na začátku prosince 1994 potěšil fanoušky povedenou trefou z voleje a přispěl tak jedním gólem k výhře 3:2 nad Fiorentinou, která ještě po 70 minutách vedla 2:0.
Celkově zaznamenal 11 soutěžních branek.
Lippi se rozhodl vybudovat tým okolo nadějného Del Piera, který tak zapříčinil Baggiův odchod a začal oblékat jeho dres s číslem 10.
Ve třetím skupinovém utkání sezóny 1995/96 Ligy mistrů proti Rangers předvedl okázalý výkon a potvrdil roli nástupce Roberta Baggia. Del Piera měl za úkol hlídat soupeřův obránce Alex Clelland, ale v 15. minutě se na mladém útočníkovi dopustil prvního faulu a následný přímý kop proměnil v gól Ravanelli. Několik minut na to byl u gólové akce, kterou přesně do branky Andyho Gorama zakončil Antonio Conte Ve 30. minutě Del Piero navázal na trefu Conteho a zvýšil vedení na 3:0.
Juventus zvítězil v domácím prostředí 4:1 a postoupil do čtvrtfinále. Evropskou soutěž nakonec opanoval a Del Piero se stal nejlepším střelcem tohoto ročníku.
Druhého mistrovského titulu se dočkal v sezóně 1996/97. Na konci listopadu 1996 si zahrál Interkontinentální pohár proti vítězi Copa Libertadores, týmu River Plate, v Tokiu. Del Piero startoval zápas po boku Alena Bokšiće a po 80 minutách ukončil bezgólový stav přesnou střelou pravou nohou.
Juventus tak navázal na výhru z roku 1985. To už kouč Lippi nepraktikoval 4–3–3, nábrž rozestavení 4–3–1–2. Podporu útoku obstarával Zinédine Zidane, vpředu po boku Del Piera operoval buď Alen Bokšić, Christian Vieri nebo Michele Padovano.
Lippiho mužstvo dosáhlo finále Ligy mistrů a mohlo tak obhájit titul z ročníku 1995/96. Tomu ovšem hodlal zabránit německý Dortmund, který v prvním poločase poslal do dvougólového vedení Karl-Heinz Riedle. Střídající Del Piero snížil ve druhém poločase, ale o osudu rozhodl Lars Ricken. Juventus tak prohrál 1:3.
Trenér Marcello Lippi znovu poupravil rozestavení, tentokráte na 3–4–1–2 zakomponujíc defenzivně laděného záložníka Edgara Davidse.
Hrot útoku obsadili Del Piero a Filippo Inzaghi.
Blízko triumfu v Lize mistrů se Bianconeri ocitli opět v ročníku 1997/98. Del Piero se opět stal nejlepším střelcem soutěže, a to s 10 góly. Proti Manchesteru United ve skupině vstřelil nejrychlejší gól historie soutěže, než ho září roku 2002 překonal Gilberto Silva 21 sekund od úvodního hvizdu.
Sám rozhodl první semifinálový zápas s Monacem, ve kterém vstřelil hattrick a jeden gól připravil. 
Konečné domácí vítězství 4:1 mělo váhu, venku totiž italské mužstvo prohrálo 2:3. Ve finále čekal soupeř v podobě španělského Realu Madrid. Juventus v klíčovém klání po výsledku 0:1 padl, Del Piero na obranu „Bílého baletu“ s Hierrem a Sanchísem nevyzrál.
Během sezóny 1997/98 se mu vyhýbala zranění, a tak měl možnost vstřelit 32 gólů napříč všemi soutěžemi.
Do sezóny 1998/99 vkročil už v roli kapitána, v listopadu 1998 ale utrpěl zranění v klání proti Udinese.
Klub na jeho dlouhodobé zranění reagoval angažováním Thierry Henryho,
tým ale ztráta opory beztak citelně ovlivnila a tým spadl z čela tabulky na šesté místo.
Na přelomu tisíciletí byl nejlépe placeným fotbalistou na světě s ročním příjmem v přepočtu 4,7 milionů $.
Během sezóny 2000/01 trpěla hra Juventusu Del Pierovými výkonnostními výkyvy. V týmu nyní nově působil hrotový útočník David Trezeguet, se kterým měl Il Pinturicchio následující desetiletí utvořit nebezpečné kombo.
V únoru 2001 jej zasáhla smrt jeho otce, jemuž věnoval gól proti Bari po individuální akci.
Vítězství 1:0 udržovalo tým na dostřel vedoucímu AS Řím, ale římské mužstvo vedené Francescem Tottim nakonec Scudetto získalo. Ve 33. předposledním kole proti Parmě udržoval naděje na nakonec nezískaný titul gólem v 60. minutě.
Vše rozhodla prohra 0:1 na půdě Perugie.

### Mistrovská sezóna 2001/2002
Odchod Zidaneho do Realu vložil tvůrčí roli výhradně do rukou Del Piera. Útok byl ochuzen o Inzaghiho a Kovačeviće, ale dorazil Marcelo Salas. Navrátivší se trenér Marcello Lippi tak měl možnost hrát Del Piera na pozici ofenzivního záložníka.
První utkání ve skupině Ligy mistrů skončilo pro Juventus vítězně. odnesl to Celtic, který prohrál 2:3. Del Piero hrál za dvojicí Salas–Trezeguet, druhému jmenovanému připravil gól na 2:0.
V pátém utkání skóroval proti FC Porto (výhra 3:1) a v šestém otevřel skóre na půdě Celticu (porážka 3:4), kde se typicky prosadil z přímého kopu. Juventus postoupil do druhé fáze skupin.
Během prvního utkání proti Leverkusenu se počtvrté zapsal na listinu střelců a doplnil jeden gól Tudora a dva góly Trezegueta.
Na drtivou výhru 4:0 se nepodařilo navázat, postupujícími se stali Leverkusen a Deportivo La Coruña. Del Piero ve čtvrtém utkání doma proti Deportivu neproměnil penaltu, kterou mu vychytal José Molina a tak souboj skončil remízou 0:0. Del Piero navíc prováhal příležitost stát se nejlepším střelcem v historii Ligy mistrů v jejím novém formátu.
V italské lize pomýšlela na Scudetto do samotného závěru rovnou trojice klubů: Juventus, turínský rival Inter Milán a AS Řím. Úvod sezóny dopadl vítězně a Del Piero dvěma góly pomohl ke čtyřgólové demolici Benátek.
Rozhodnout se mělo až v posledním 34. kole. Juventus hrál utkání na hřišti Udinese Calcio, kde již ve 2. minutě otevřel skóre Trezeguet. O devět minut později Trezeguet nahrál na gól Del Pierovi, jehož střela do růžku branky byla mimo dosah gólmana De Sanctise.

### Tažení Ligou mistrů v sezóně 2002/2003
Juventus zahájil sezónu ziskem domácího superpoháru. Del Piero dvěma góly rozhodl o výhře 2:1 proti Parmě.
Ve 30. kole Serie A proti Brescii dne 27. dubna 2003 vstřelil 100. gól za Juventus, který zápas vyhrál 2:1. Obě dvě trefy zaznamenal právě rodák z Benátska.
Ve třetím skupinovém utkání Ligy mistrů s Newcastlem podpořil úsilí svého týmu dvěma góly a turínský celek tak doma vyhrál 2:0. Sám byl blízko kompletaci hattricku, v prvním poločase ale jeho pokus zastavila branková konstrukce.
Po postupu z první a ze druhé skupiny čekala ve čtvrtfinále Barcelona, se kterou si Bianconeri poradili. Semifinále proti Realu Madrid započalo na stadionu soupeře, kde Juventus nestačil 1:2. Odveta byla v režii domácích a v útoku se činila trojice Del Piero, Trezeguet a Nedvěd. Del Pierovi připravil gól francouzskému útočníkovi a sám zvýšil vedení na 2:0 ještě v prvním poločase. Nedvěd ve druhém zvýšil na 3:0 a Zidaneho snížení už na jistotě finálového souboje proti AC Milán nezměnilo nic.
Nedvěd si kvůli karetnímu trestu finále zahrát nemohl, což Del Piera postavilo do hlavní role snah Bianconeri.

Finálové utkání na Old Trafford bylo zpočátku opatrné, Del Piero vyslal svoji první střelu až po 43 minutách, ale gólman Dida byl připravený.
V průběhu druhého poločasu se do útoku zapojil také trenérem Lippim vyslaný útočník Zalayeta, ale ani počátečních 90 minut a ani prodloužení nenabídlo gól. Del Piero v penaltovém rozstřelu udržel naděje srovnáním skóre na 2:2 poté co Zalayera a i Trezeguet selhali, ale poslední penaltu proměnil Ševčenko a poháru se tak dočkal milánský klub.

### Poslední rok Marcella Lippiho
Začátkem sezóny 2003/04 získal Juventus v srpnu italskou Supercoppu (superpohár), když na penalty porazil AC Milán. Del Piero hrál do 70. minuty, poté jej vystřídal Marco Di Vaio.
Serii A Juventus započal domácím vítězstvím 5:1 nad Empoli, kdy se po boku Del Piera ukázal i jeho nový spoluhráč v útoku Fabrizio Miccoli. Del Piero vstřelil dva góly, jeden z přímého kopu.
Na podzim se dohodl na prodloužení smlouvy do června 2008.
Vsítil též první gól Juventusu v novém běhu Ligy mistrů proti Galatasarayi a i když turecký soupeř srovnal díky Hakanu Şükürovi, o výhru 2:1 se postaral obránce Ferrara.
Zraněné lýtko mu zabránilo nastoupit do dalších zápasů, vrátil se tak v prosinci a v závěru skupiny proti Olympiakosu přidal gól při výhře 7:0. Jarní osmifinále s Deportivem La Coruña na přelomu února a března ale týmu kolem Conteho a Nedvěda ani Del Pierovi samému nevyšlo, dvě porážky 0:1 se rovnaly jistotě vyřazení.
V polovině ledna 2004 si v lize připsal hattrick proti Sieně, když dvěma penaltami pomohl k výhře 4:2.
Přesto se kapitán mužstva nedostal do herní pohody, která by tým nasměrovala na další titul. Juventus skončil třetí za dvojicí AC Milán a AS Řím.
Třemi góly přispěl v kampani za domácím pohárem Coppa Italia – proti Sieně v osmifinále, proti Interu v odvetě semifinále a ve finálové odvetě proti Laziu, které přesto nakonec ve dvojzápase uspělo. Sezóna 2003/04 skončil bez trofejí a navíc po třech letech opustil klub trenér Lippi.

### Závěr kariéry
V průběhu sezóny 2011/12 oznámil klubový předseda Andrea Agnelli poněkud překvapivě, že Del Piero už v další sezóně součástí týmu nebude.

## Reprezentační kariéra
Premiéru v reprezentačním dresu prožil 25. března 1995 proti Estonsku v kvalifikačním utkání na EURO 1996. Do utkání jej nasadil trenér Arrigo Sacchi.
Na Euru si kvůli zranění takřka nezahrál.

### MS 1998
Trenér Cesare Maldini ho povolal na mistrovství světa 1998, které pořádala Francie.

### EURO 2000

Del Piero ve dresu s číslem 10 vedle Francesca Tottiho na Euru 2000

Ačkoliv Del Piero náležel na Euru 2000 mezi největší hvězdy, které měl trenér Dino Zoff k dispozici, byla jeho hra po zranění vzdálena té z předchozích let.
Místo v základní sestavě si navíc svými výkony nově vyžádal Francesco Totti táhnoucí AS Řím. První skupinový zápas proti Turecku vsadil Zoff na útok Inzaghi–Totti. Del Piero se dostal do hry jako žolík v 75. minutě namísto Stefana Fioreho, Italové vedli 2:1. Záhy se chopil přímého kopu, ale jeho pokus ze skoro 30 metrů orazítkoval břevno Reçberovi branky.
Italové nakonec získali tři body a ve druhém zápase změřili síly s pořadatelem Belgií. Itálie si výhrou 2:0 zajistila čtvrtfinále, Del Piero v průběhu zápasu vystřídal Tottiho.
Třetí zápas proti Švédsku odehrálo několik náhradníků včetně Del Piera, který v 88. minutě levačkou rozhodl o třetí výhře 2:1, poté co pro něj vybojoval balón Vincenzo Montella.
Čtvrtfinále proti Rumunsku odehráli opět Totti s Inzaghim, jednogólový Totti opustil trávník v 74. minutě a přepustil místo Del Pierovi. Hagiho Rumunsko prohrálo 0:2.
Semifinále proti sobě postavilo italskou obranu a nizozemský útok. Del Piero odehrál celé utkání včetně prodloužení, ale během 120 minut nepadl jediný gól. Penaltový rozstřel dopadl lépe pro Italy, a to poměrem 3:1.
Finálovým soupeřem byla Francie, kterou Italové svou hrou zaskočili a navíc šli po gólu Marca Delvecchia do vedení. Del Piero ve druhém poločase nahradil Fioreho a odehrál 50 minut včetně části prodloužení. Dvě velké příležitosti však neproměnil, naopak Sylvain Wiltord ve třetí minutě nastavení vyrovnal a David Trézéguet zlatým gólem rozhodl.

## Hráčská statistika
| Sezóna  | Klub          | Liga                | Liga   | Liga | Ligové poháry | Ligové poháry | Ligové poháry | Kontinentální poháry | Kontinentální poháry | Kontinentální poháry | Celkem | Celkem |
| Sezóna  | Klub          | Soutěž              | Zápasy | Góly | Soutěž        | Zápasy        | Góly          | Soutěž               | Zápasy               | Góly                 | Zápasy | Góly   |
| ------- | ------------- | ------------------- | ------ | ---- | ------------- | ------------- | ------------- | -------------------- | -------------------- | -------------------- | ------ | ------ |
| 1991/92 | Padova        | Serie B             | 4      | 0    | IP            | 0             | 0             | -                    | 0                    | 0                    | 4      | 0      |
| 1992/93 | Padova        | Serie B             | 10     | 1    | IP            | 0             | 0             | -                    | 0                    | 0                    | 10     | 1      |
| 1993/94 | Juventus      | Serie A             | 11     | 5    | IP            | 1             | 0             | UEFA                 | 2                    | 0                    | 14     | 5      |
| 1994/95 | Juventus      | Serie A             | 29     | 8    | IP            | 10            | 1             | UEFA                 | 11                   | 2                    | 50     | 11     |
| 1995/96 | Juventus      | Serie A             | 29     | 6    | IP+IS         | 2+1           | 1+0           | LM                   | 11                   | 6                    | 43     | 13     |
| 1996/97 | Juventus      | Serie A             | 22     | 8    | IP            | 4             | 0             | LM+ES+IP             | 6+2+1                | 4+2+1                | 35     | 15     |
| 1997/98 | Juventus      | Serie A             | 32     | 21   | IP+IS         | 6+1           | 1+0           | LM                   | 10                   | 10                   | 47     | 32     |
| 1998/99 | Juventus      | Serie A             | 8      | 2    | IP+IS         | 1+1           | 0+1           | LM                   | 4                    | 0                    | 14     | 3      |
| 1999/00 | Juventus      | Serie A             | 34     | 9    | IP            | 2             | 1             | Int.+UEFA            | 3+6                  | 1+1                  | 45     | 12     |
| 2000/01 | Juventus      | Serie A             | 25     | 9    | IP            | 2             | 0             | LM                   | 6                    | 0                    | 33     | 9      |
| 2001/02 | Juventus      | Serie A             | 32     | 16   | IP            | 4             | 1             | LM                   | 10                   | 4                    | 46     | 21     |
| 2002/03 | Juventus      | Serie A             | 24     | 16   | IP+IS         | 0+1           | 2             | LM                   | 13                   | 5                    | 38     | 23     |
| 2003/04 | Juventus      | Serie A             | 22     | 8    | IP+IS         | 4+1           | 3+0           | LM                   | 4                    | 3                    | 31     | 14     |
| 2004/05 | Juventus      | Serie A             | 30     | 14   | IP            | 1             | 0             | LM                   | 10                   | 3                    | 41     | 17     |
| 2005/06 | Juventus      | Serie A             | 33     | 12   | IP+IS         | 4+1           | 5+0           | LM                   | 7                    | 3                    | 45     | 20     |
| 2006/07 | Juventus      | Serie B             | 35     | 20   | IP            | 2             | 3             | -                    | 0                    | 0                    | 37     | 23     |
| 2007/08 | Juventus      | Serie A             | 37     | 21   | IP            | 4             | 3             | -                    | 0                    | 0                    | 41     | 24     |
| 2008/09 | Juventus      | Serie A             | 31     | 13   | IP            | 3             | 2             | LM                   | 9                    | 6                    | 43     | 21     |
| 2009/10 | Juventus      | Serie A             | 23     | 9    | IP            | 1             | 2             | LM+EL                | 2+3                  | 0                    | 29     | 11     |
| 2010/11 | Juventus      | Serie A             | 33     | 8    | IP            | 2             | 0             | EL                   | 10                   | 3                    | 45     | 11     |
| 2011/12 | Juventus      | Serie A             | 23     | 3    | IP            | 5             | 2             | -                    | 0                    | 0                    | 28     | 5      |
| 2012/13 | Sydney        | A-League            | 24     | 14   | -             | 0             | 0             | -                    | 0                    | 0                    | 24     | 14     |
| 2013/14 | Sydney        | A-League            | 23+1   | 10+0 | -             | 0             | 0             | -                    | 0                    | 0                    | 24     | 10     |
| 2014    | Delhi Dynamos | Indian Super League | 10     | 1    | -             | 0             | 0             | -                    | 0                    | 0                    | 10     | 1      |
| Celkově | Celkově       | Celkově             | 585    | 234  | -             | 62            | 28            | -                    | 130                  | 54                   | 777    | 316    |

### Reprezentační statistika na velkých turnajích
| Reprezentace | Rok     | Zápasy             | Zápasy | Zápasy      | Zápasy           | Zápasy           | Zápasy              |
| Reprezentace | Rok     | Fáze turnaje       | Datum  | Soupeř      | Odehraných minut | Vstřelené branky | Výsledek            |
| ------------ | ------- | ------------------ | ------ | ----------- | ---------------- | ---------------- | ------------------- |
| Itálie       | ME 1996 | 1 zápas ve skupině | 11. 6. | Rusko       | 45               | 0                | 2:1                 |
| Itálie       | MS 1998 | 2 zápas ve skupině | 17. 6. | Kamerun     | 25               | 0                | 3:0                 |
| Itálie       | MS 1998 | 3 zápas ve skupině | 23. 6. | Rakousko    | 73               | 0                | 2:1                 |
| Itálie       | MS 1998 | Osmifinále         | 27. 6. | Norsko      | 78               | 0                | 1:0                 |
| Itálie       | MS 1998 | Čtvrtfinále        | 3. 7.  | Francie     | 67               | 0                | 0:0 (3:4) na pen.   |
| Itálie       | ME 2000 | 1 zápas ve skupině | 11. 6. | Turecko     | 15               | 0                | 0:0                 |
| Itálie       | ME 2000 | 2 zápas ve skupině | 14. 6. | Belgie      | 27               | 0                | 2:0                 |
| Itálie       | ME 2000 | 3 zápas ve skupině | 19. 6. | Švédsko     | 90               | 1                | 2:1                 |
| Itálie       | ME 2000 | Čtvrtfinále        | 24. 6. | Rumunsko    | 15               | 0                | 2:0                 |
| Itálie       | ME 2000 | Semifinále         | 29. 6. | Nizozemsko  | 120              | 0                | 0:0 (3:1) na (pen.) |
| Itálie       | ME 2000 | Finále             | 2. 7.  | Francie     | 50               | 0                | 1:2 v (prodl.)      |
| Itálie       | MS 2002 | 1 zápas ve skupině | 3. 6.  | Ekvádor     | 16               | 0                | 2:0                 |
| Itálie       | MS 2002 | 3 zápas ve skupině | 13. 6. | Mexiko      | 12               | 0                | 1:1                 |
| Itálie       | MS 2002 | Osmifinále         | 18. 6. | Jižní Korea | 61               | 0                | 1:2 v (prodl.)      |
| Itálie       | ME 2004 | 1 zápas ve skupině | 14. 6. | Dánsko      | 64               | 0                | 0:0                 |
| Itálie       | ME 2004 | 2 zápas ve skupině | 18. 6. | Švédsko     | 82               | 0                | 1:1                 |
| Itálie       | ME 2004 | 3 zápas ve skupině | 22. 6. | Bulharsko   | 90               | 0                | 2:1                 |
| Itálie       | MS 2006 | 1 zápas ve skupině | 12. 6. | Ghana       | 8                | 0                | 2:0                 |
| Itálie       | MS 2006 | 2 zápas ve skupině | 17. 6. | USA         | 36               | 0                | 1:1                 |
| Itálie       | MS 2006 | Osmifinále         | 26. 6. | Austrálie   | 75               | 0                | 1:0                 |
| Itálie       | MS 2006 | Semifinále         | 4. 7.  | Německo     | 16               | 1                | 2:0 v prodl.        |
| Itálie       | MS 2006 | Finále             | 9. 7.  | Francie     | 34               | 0                | 1:1 (5:3) na (pen.) |
| Itálie       | ME 2008 | 1 zápas ve skupině | 9. 6.  | Nizozemí    | 26               | 0                | 0:3                 |
| Itálie       | ME 2008 | 2 zápas ve skupině | 13. 6. | Rumunsko    | 77               | 0                | 1:1                 |
| Itálie       | ME 2008 | Čtvrtfinále        | 22. 6. | Španělsko   | 12               | 0                | 0:0 (2:4) na (pen.) |

## Úspěchy

### Klubové
- 6× vítěz 1. italské ligy (1994/95, 1996/97, 1997/98, 2001/02, 2002/03, 2011/12)
- 1× vítěz 2. italské ligy (2006/07)
- 1× vítěz italského poháru (1994/95)
- 4× vítěz italského superpoháru (1995, 1997, 2002, 2003)
- 1× vítěz Ligy mistrů UEFA (1995/96)
- 1× vítěz Evropského superpoháru (1996)
- 1× vítěz Interkontinentálního poháru (1996)
- 1× vítěz Poháru Intertoto (1999)

### Reprezentační
- 3× na MS (1998, 2002, 2006 – zlato)
- 4× na ME (1996, 2000 – stříbro, 2004, 2008)

### Individuální
- Cena Bravo (1996)
- 2× italský fotbalista roku (1998, 2008)
- nejlepší střelec Ligy mistrů UEFA (1997/98 - 10 branek)
- nejlepší střelec 1. italské ligy (2007/08 - 21 branek)
- nejlepší střelec 2. italské ligy (2006/07 - 22 branek)
- All Star team podle ESM (1995/96, 1996/97, 1997/98)
- člen Golden Foot (2007)
- cena Gaetano Scirey za fotbalovou kariéru
- člen FIFA 100[3]
- člen Síně slávy italského fotbalu (2017)

### Vyznamenání
Řád zásluh o Italskou republiku (2006)
 Řád zásluh o Italskou republiku (2000)
 Řád zásluh o Italskou republiku (2006)
 Medaile za atletickou statečnost (1995)
 Medaile za atletickou statečnost (1997)
 Medaile za atletickou statečnost (1998)
 Medaile za atletickou statečnost (2000)
 Medaile za atletickou statečnost (2002)
 Medaile za atletickou statečnost (2003)